# Willa Japonka
Willa „Japonka” – zabytkowa, drewniana willa z 1923 roku, położona w Krzeszowicach przy ulicy Ogrodowej 2.

## Historia
Willa została zbudowana z inicjatywy właścicieli uzdrowiska w Krzeszowicach, rodziny Potockich, w 1923 roku. Pierwotnie pełniła funkcje usługowe na potrzeby kuracjuszy; na parterze umieszczono restaurację, kawiarnię i pijalnię mleka, a na piętrze pokoje dla gości. W czasie II wojny światowej wraz z uzdrowiskiem została przejęta na rzecz niemieckiego szpitala wojskowego, zaś po wojnie, wraz z nacjonalizacją dóbr Potockich, urządzono w niej mieszkania dla nauczycieli. Spadkobiercy Potockich odzyskali budynek w 2014 roku, ale ponieważ wchodził on w skład kompleksu szkolnego, odkupiły go od nich władze powiatu krakowskiego. Początkowo był pomysł zbudowania na jego miejscu sali gimnastycznej po odsprzedaży i relokacji willi, lecz ostatecznie zdecydowano się na remont. 20 czerwca 2017 roku willa została wpisana do rejestru zabytków województwa małopolskiego pod numerem A-1480/M.
Ponieważ budynek przez kilka lat stał opuszczony, był w złym stanie i wymagał pełnego remontu. W latach 2018–2019 wymieniono więźbę dachową z pokryciem, wyremontowano poddasze i stropy, piwnice i piece kaflowe; następnie budynek ocieplono, wymieniono stolarkę okienną, wykonano nowe podłogi i komplet instalacji (wodną, gazową, elektryczną), a także wyremontowano schody i ściany wewnątrz willi. Łącznie remont pochłonął 1,2 mln złotych. Niestety, część prac musiano wykonać ponownie, bo do częściowo wyremontowanego budynku włamali się wandale, zniszczyli instalacje i spowodowali zalanie willi.
Willę zaadaptowano na budynek użyteczności publicznej. Odnowiony budynek otrzymał wyróżnienie w konkursie „Zabytek zadbany” organizowanym przez Narodowy Instytut Dziedzictwa.

## Opis
Drewniany dom o konstrukcji zrębowej, nieotynkowany, posadowiony na kamiennej podmurówce, przypominający w stylu dworek; stolarka okienna biała. Plan willi nieregularny, od frontu wysunięty, ścięty ryzalit, przed którym umieszczono półokrągły taras, otoczony kamienną balustradą ozdobioną kamiennymi kulami. Od zachodniej strony prostokątna przybudówka. Dach mansardowy, z facjatkami, kryty czerwoną dachówką, wysunięty przed lico ścian i tworzący szeroki okap, podparty ozdobnymi rysiami. Narożniki połaci dachowych podkręcone lekko ku górze, podobnie jak dachy pagód. Od skojarzenia z dachami budynków dalekowschodnich wzięła się popularna nazwa willi – „Japonka”.